# Пыль (фильм)
«Пыль» — российский художественный фильм, вышедший в 2005 году. Снят творческим объединением «СВОИ2000» в 2001 году.
«Пыль — это суета, в которую погружены люди. Пыль — это всеобщие заблуждения, засоренность голов. Пылинки — это то, как воспринимает этих людей учёный, узнавший, как ему кажется, больше других об устройстве Вселенной».
Жанр фильма «Пыль» можно охарактеризовать как фантастический реализм, или же экзистенциальную драму с элементами фантастики.

## Сюжет
Главный герой Алексей — пассивный молодой аутсайдер, очкарик с обрюзгшим телом, живущий под присмотром своей бабушки. Занимается однообразной примитивной работой на предприятии ЗАО «Прогресс». Ведёт по сути растительный образ жизни, ни к чему не стремится, ничего не желает, ничем не интересуется. Досуг свой проводит за склейкой пластиковых моделей самолётов, что почти соответствует его рабочей деятельности. Родителей нет, возможно, погибли. Живёт вдвоём с бабушкой — старой женщиной, которая души во внуке не чает, следит за ним (кормит, одевает в секонд-хенде на свой вкус), поучает его. Бабушка, по-видимому, католичка, в моменты отчаяния призывает Мадонну, а позже, завербованная врачом, начинает посещать религиозные собрания.
Однажды, когда Алексей находился на рабочем месте, мастер приглашает его пройти в кабинет директора, где Алексея встречают сотрудники ФСБ и в ходе проникновенной беседы предлагают ему «помочь отечественной науке», приняв участие в секретном эксперименте в качестве подопытного. В процессе общения они спрашивают его: «А ты родину любишь? Готов для неё подвиг совершить?». В результате склоняют его к участию в сомнительном эксперименте. Он, не понимая, что это за эксперимент, соглашается, подписывая соответствующие бумаги о неразглашении.
Пока главный герой направляется по указанному сотрудниками ФСБ адресу — он встречает автоугонщиков на похищенной «Ауди», которые спрашивают, как проехать до Гнездниковского переулка. Он не может объяснить, садится к ним, чтобы показать дорогу. Автоугонщики высаживают Алексея и уезжают.
Установка, на которой производится эксперимент, обладает эффектом, создающим у добровольца иллюзию исполнения самых сокровенных желаний, но только временную — на время эксперимента, ограниченного несколькими минутами. Для Алексея подобным становится сильное и красивое тело, которое он видит в зеркале.
После завершения эксперимента у Алексея только одно желание — снова ощутить единожды испытанные ощущения, когда он увидел себя преображённым. Он готов ради этого на всё — обойти присягу, сбежать из-под надзора эфэсбэшников, подкупить лаборанта, найти и уговорить доктора… В итоге это удаётся ему. Он опять попадает в заветный кабинет, где его ждёт доктор. Доктор, выпив «после трудного дня», разражается длинным монологом о сути существования, человечества вообще и Алексея в частности. После он не хочет повторять сеанс, говоря, что превышение дозы наверняка грозит самыми печальными последствиями, но Алексей ничего не желает слышать и силой настаивает. Доктор сдаётся и начинает сеанс.

## В ролях
- Алексей Подольский — Алексей Викторович Сергеев;
- Пётр Мамонов — профессор Пушкарь;
- Глеб Михайлов — Тело;
- Олег Новиков — лаборант Олег;
- Нина Елисова — бабушка;
- Александр Модель — Александр Абрамович;
- Василий Леонов[уточнить] — ветеран;
- Лариса Пятницкая — девушка-психолог;
- Михаил Балинский — друг Миша;
- Андрей Горшков — бизнесмен;
- Алексей Агеев — клубник;
- Псой Короленко — брат Павел;
- Сергей Сальников мл. — врач «скорой», сектант;
- Руставели, White Hot Ice — хулиганы;
- Дмитрий Пименов, Александр Ревякин, Фёдор Лясс, Павел Былевский, Олег Каминский — офицеры ФСБ;
- Алексей Знаменский, Ирина Баканова, Юлия Пугач, Валерий Завадовский, Евгений Еровенко, Ольга Мельникова, Максим Тиунов, Анастасия Несчастнова — слабослышащие;
- Ирина Аксёненко, Татьяна Кузьминова — продавщицы в секонд-хенде;
- Евгений Раков, Михаил Гринбойм — охранники в лаборатории;
- Оркестр «Пакава Ить» — музыканты на Поклонной горе;
- Анатолий Кашка — бомбила;
- Сергей Попов — главный правозащитник;
- Александр Модель, Александр Миронов — спорщики;
- Ольга Боде, Дмитрий Лозован — правозащитники;
- Наталья Белых, Мария Аксёнова — девушки-тусовщицы в клубе;
- Жан Эрет, Виктор Поляков, Татьяна Полякова, Владислав Поляков, Ольга Леонова, Наталья Дюжева, Светлана Пекова, Алексей Титов, Валерий Федоров — сектанты.

В съёмках фильма также приняла участие арт-группа «Слепые», представившая образы кошмаров главного героя: Птицы и Стальные Бабы.

## Съёмочная группа
- Режиссёр — Сергей Лобан
- Сценарий — Марина Потапова
- Главный оператор — Дмитрий Модель
- Директор — Алексей Левин
- Композитор — Павел Шевченко

## Художественные особенности
Фильм снят в стилистике «живой камеры», когда наблюдатель находится в гуще событий, перемещается вместе с героями. Активно используется детализация бытовых подробностей и крупные планы — камера подробно показывает лица почти всех персонажей. Применяются неожиданные ракурсы (например, вид сверху).

## Съёмки
- Премьера фильма состоялась 14 июля 2005 года в кинотеатре «35 мм»[3], хотя съёмки проводились в 2001 году.

- Герой Петра Мамонова был назван именем и фамилией Дмитрия Пушкаря — врача, предоставившего лабораторию для съёмок[4].

- Авторами идеи использования в фильме темы правозащиты являются сценарист фильма Марина Потапова и оператор Дмитрий Модель[5].

- В кратком эпизоде с сектой играет молодой французско-швейцарский кинорежиссёр Жан Эрет (фр. Jean Ehret), которого участники сценки зовут по имени; сектой является религиозная организация «Свидетели Иеговы».

- Кадры с Евгением Петросяном, появляющиеся в фильме, взяты из спектакля «Страна Лимония, деревня Петросяния».                                                                                                                                                           во время финальных титров фильма начинает играть Песня группы Кино «Хочу перемен!» вместе с песней появляется исполнитель «жестового» пения  (Алексей Знаменский)

## Саундтрек
Музыкальное сопровождение к фильму состоит из композиций следующих авторов и коллективов:
- Трёп — «Надежда» (использовалась в трейлере)
- Лисичкин Хлеб — «Шары» (звучит в основном меню DVD-диска)
- Псой Короленко[6] — «Песня про Бога»
- Александр Ночин — «Саша играет ноты»
- Многоточие — «Откровения»
- Анатолий Кашка — «Чёрная дыра»
- White Hot Ice — «Растаман»
- Корабль — «Белые туфельки»
- Звуки Му — «Now or never»
- Кино — «Хочу перемен!» (исполнитель «жестового» пения — Алексей Знаменский)
- Оркестр Пакава Ить — «Катя и Оля»
- Алла Пугачёва — «Ленинград»
- Булат Окуджава — «Сентиментальный марш»
- София Ротару — «Мало»
- MRI — «Tied To The 80s» (звучит в сцене в ночном клубе)

Некоторые из исполнителей, например Псой Короленко, Анатолий Кашка, White Hot Ice, Руставели (Многоточие) и оркестр «Пакава Ить», также приняли участие в фильме в качестве актёров.

## Призы и награды
- 2005 — «КИНОТЕАТР.DOC 2005» — Специальный приз фестиваля
- 2005 — XXVII Московский международный кинофестиваль — Приз российской кинокритики (Сергей Лобан)
- 2005 — МФ фильмов о правах человека «Сталкер» в Москве — Специальный диплом «За точность диагнозу нашему времени» (Сергей Лобан)
- 2005 — ОКФ «Киношок» в Анапе — Приз за лучший полнометражный фильм в цифровом формате (Сергей Лобан, Михаил Синев)